# Сен-Сиприен (Восточные Пиренеи)

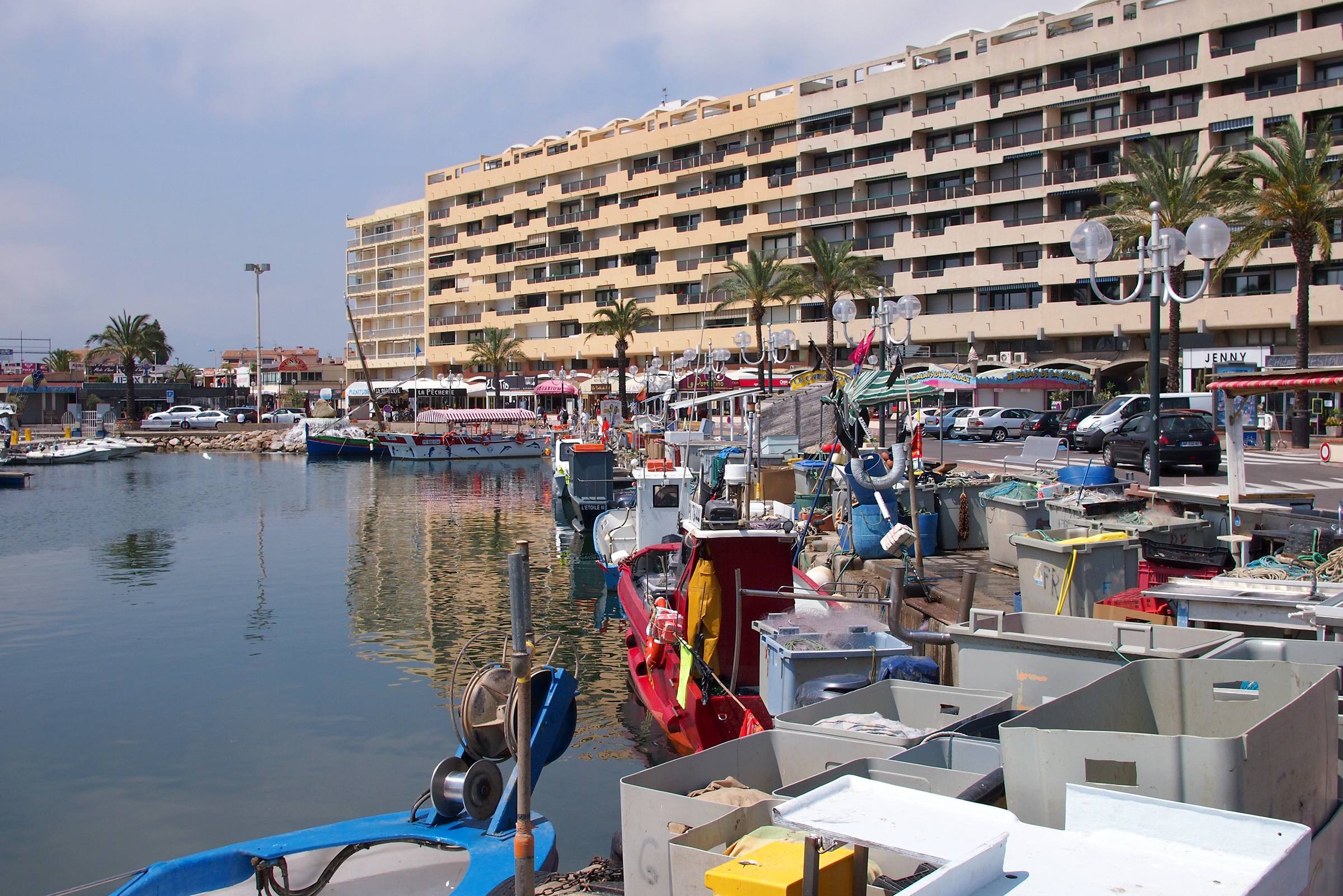
Яхт-порт в Сен-Сиприене

Сен-Сиприе́н (фр. Saint-Cyprien, кат. Sant Cebrià de Rosselló) — коммуна во Франции, находится в регионе Лангедок — Руссильон. Департамент — Восточные Пиренеи. Входит в состав кантона Ла-Кот-саблёз.

## География и население
Сен-Сиприён находится в 30 км на север от границы Франции с Испанией. Коммуна состоит из двух частей — Виллаж (Village) и Плаж (Plage). Плаж (пляж) расположен непосредственно на побережье Средиземного моря, Виллаж — приблизительно в четырёх километрах от берега. В Виллаже проживают преимущественно потомственные «сиприенцы», в основном каталонского происхождения, так как Сен-Сиприен лежит на территории исторической Каталонии. Плаж же заселяют смешанные группы, как из переселившихся к морю французских пенсионеров, так и многочисленных иммигрантов. Здесь обитают также и так называемые франкоалжирцы — переселенцы европейского происхождения из бывших французских колоний в Африке, а также их потомки.

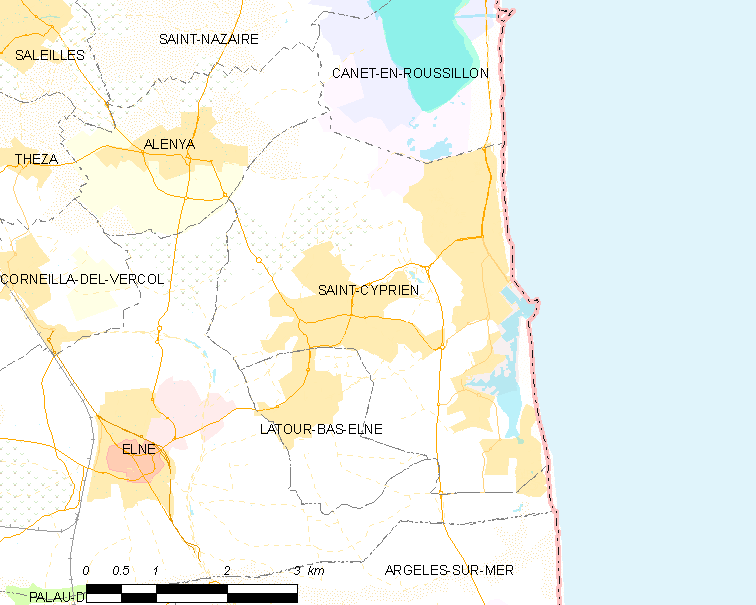
Карта коммуны

## История
На прибрежной полосе, на территории коммуны Сен-Сиприен в 1939—1940 годах французскими властями был создан крупный лагерь для интернированных лиц, в который направлялись бежавшие от Гражданской войны в Испании. Преимущественно это были республиканцы-интернационалисты, пытавшиеся спастись во Франции от франкистов. В лагере содержались до 90 тысяч заключённых, находившихся в ужасающих условиях. Большинство из них не было в должной мере обеспечено питанием и вынуждено было спать на земле. Впоследствии были возведены несколько бараков, которые оставались переполненными. Позднее большая часть заключённых была переправлена в другие лагеря, а остаток попал в руки немецких оккупационных властей во время Второй мировой войны.
После занятия города немцами концлагерь был сохранён. В мае-июне 1940 года сюда были отправлены арестованные немецкие антифашисты и беженцы других национальностей, преимущественно евреи. В частности, осенью 1940 года сюда были направлены евреи из оккупированной немецкими войсками Бельгии. После прибытия в лагерь у них были конфискованы местными властями все взятые с собой ценные вещи. Многие позднее были сосланы в лагерь смерти Освенцим.

## Туризм
С начала 1960-х годов Сен-Сиприен был включён в государственный план развития инфраструктуры туризма для прибрежных регионов Лангедока и Руссильона. В настоящее время город представляет собой современный морской курорт, застроенный отелями среднего класса обслуживания, апартаментами и бунгало. Важное значение имеют крупный яхт-порт, рассчитанный на приём порядка 4 тысяч судов, а также широкий и весьма протяжённый песчаный пляж. Только в летние месяцы Сен-Сиприен посещают до 200 тысяч отдыхающих.

## Катастрофы
27 ноября 2008 года в море у Сен-Сиприена упал проходивший тренировочный полёт Airbus A320-200, вылетевший из аэропорта Перпиньяна. Находившиеся у него на борту 7 человек погибли.